# Tensta (metrostation)
Tensta is een station van de Stockholmse metro in het stadsdeel Spånga-Tensta van de gemeente Stockholm dat werd geopend op 31 augustus 1975. 

## Geschiedenis
In 1965 werd een uitbreidingsplan voor de metro gepresenteerd waarin de bestaande groene en rode route zouden worden verlengd en een nieuwe route, de blauwe, werd voorgesteld om het noordwesten en zuidoosten ook op de metro aan te sluiten. Net als de andere twee routes kreeg ook de blauwe route vertakkingen buiten het centrum. De westelijke tak van de Nordvästrabanan, de T10, kreeg een station bij Tensta, een van de wijken die in het kader van het miljoenenprogramma tussen 1964 en 1975 werden opgetrokken. 

## Aanleg
De bouw van het station ging gelijk op met die van de wijk zelf en op 31 augustus 1975 werd het eerste deel van de blauwe route geopend tussen T-Centralen en Hjulsta. Omdat de eigen tunnel van de T10 tussen Rinkeby en Västra Skogen nog niet gereed was werd het westelijkste deel van de lijn, waaronder Tensta, via het depot van Rissne verbonden met het tracé van de T11 zodat de dienst tussen Hjulsta en de binnenstad al in 1975 van start kon gaan. Het duurde daarna nog bijna 10 jaar voordat de eigen tunnel voor de T10 onder Sundbyberg gereed was. Zoals alle ondergrondse stations van de blauwe route werd ook Tensta uitgevoerd als grotstation. 

## Ligging en inrichting
Het station ligt via de, op 19 augustus 1985 geopende, eigen tunnel van T10 op 12,3 kilometer van  het Centraal station. In 2006 verwerkte het station op een gemiddelde werkdag 6000 reizigers. De perrons en sporen liggen in een kunstmatige grot op 20 a 22 meter diepte onder het winkelcentrum van Tensta. Het station heeft twee toegangen, de oostelijke ligt tussen de parkeergarage en de kunsthal, de westelijke ligt op het plein tussen het winkelcentrum en de sporthal. Beide toegangen zijn met roltrappen en liften verbonden met de grot die voor iedere richting een buis met spoor en perron heeft. De vele verschillende nationaliteiten in de wijk komen ondergronds tot uitdrukking in het thema solidariteit en panelen in 18 verschillende talen van de hand van kunstenares Helga Henschen.  
Het hele gewelf is wit geschilderd en voorzien van teksten en wandschilderingen eveneens van haar hand. In de dwarsverbinding tussen de perrons halverwege is een klif met pinguïns te bewonderen.

## Foto's

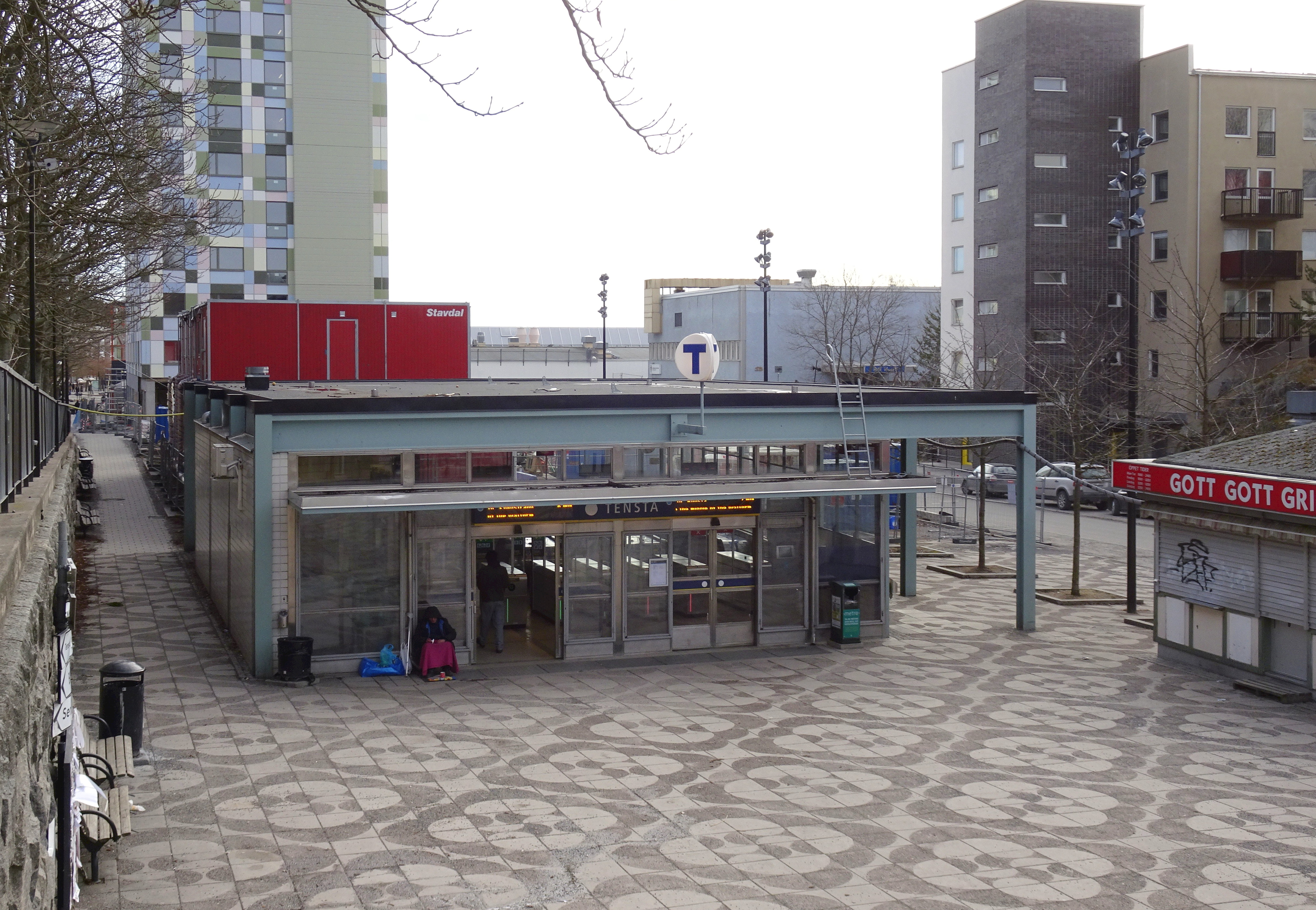
De westelijke ingang van het metrostation.
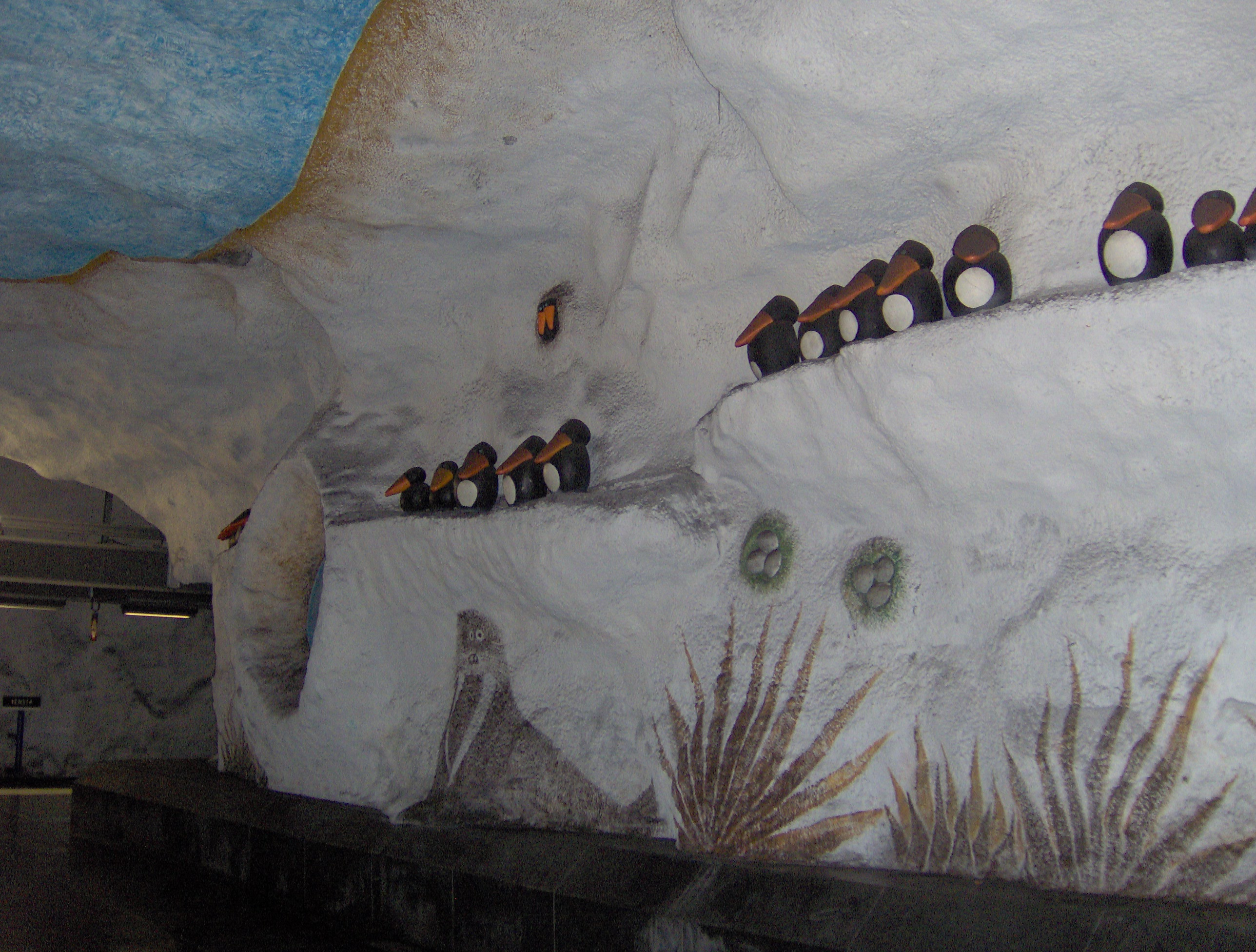
De pinguins in een dwarsverbinding tussen de perrons.
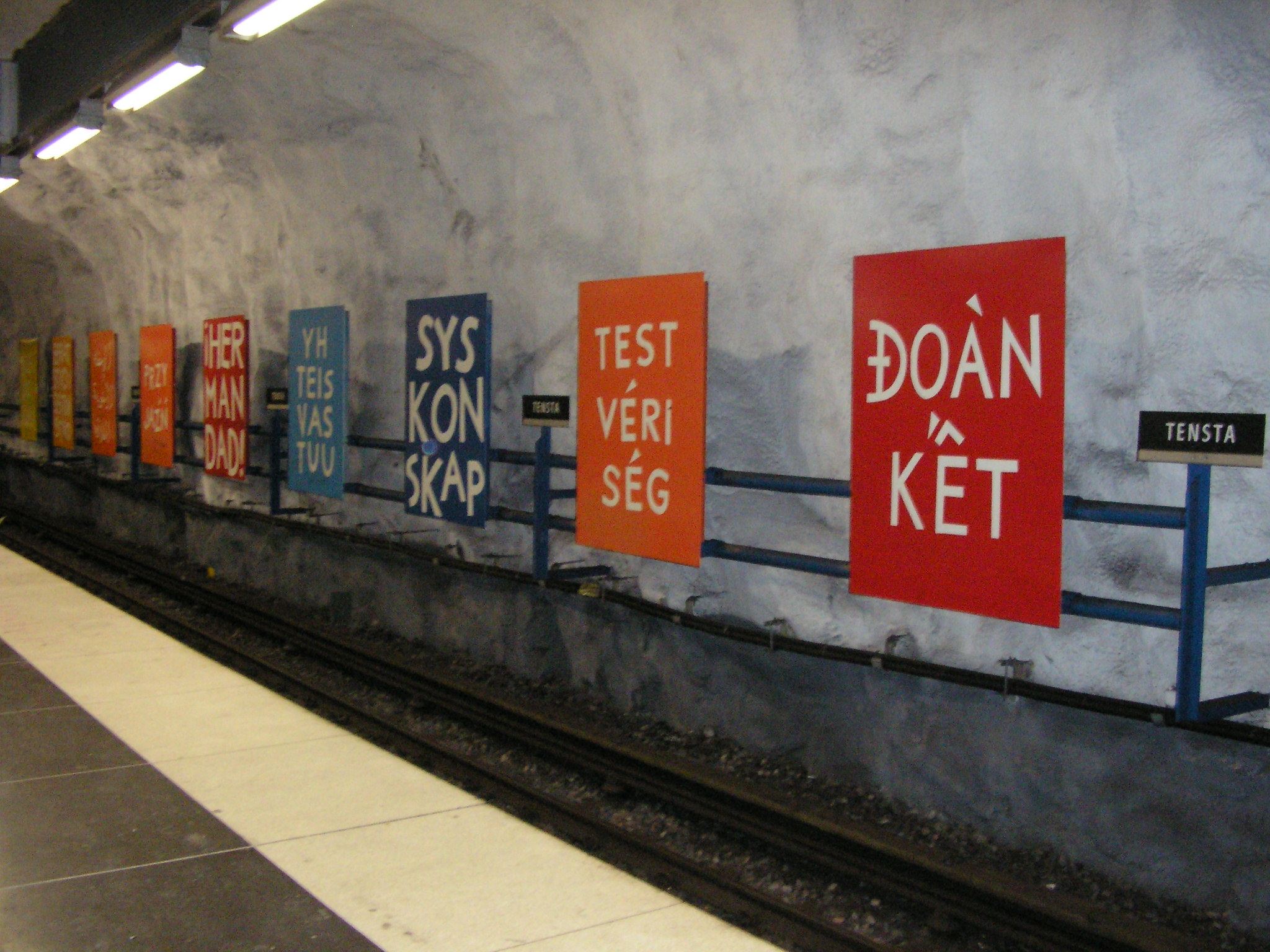
Broederschap in verschillende talen.